# Macht (Roman)

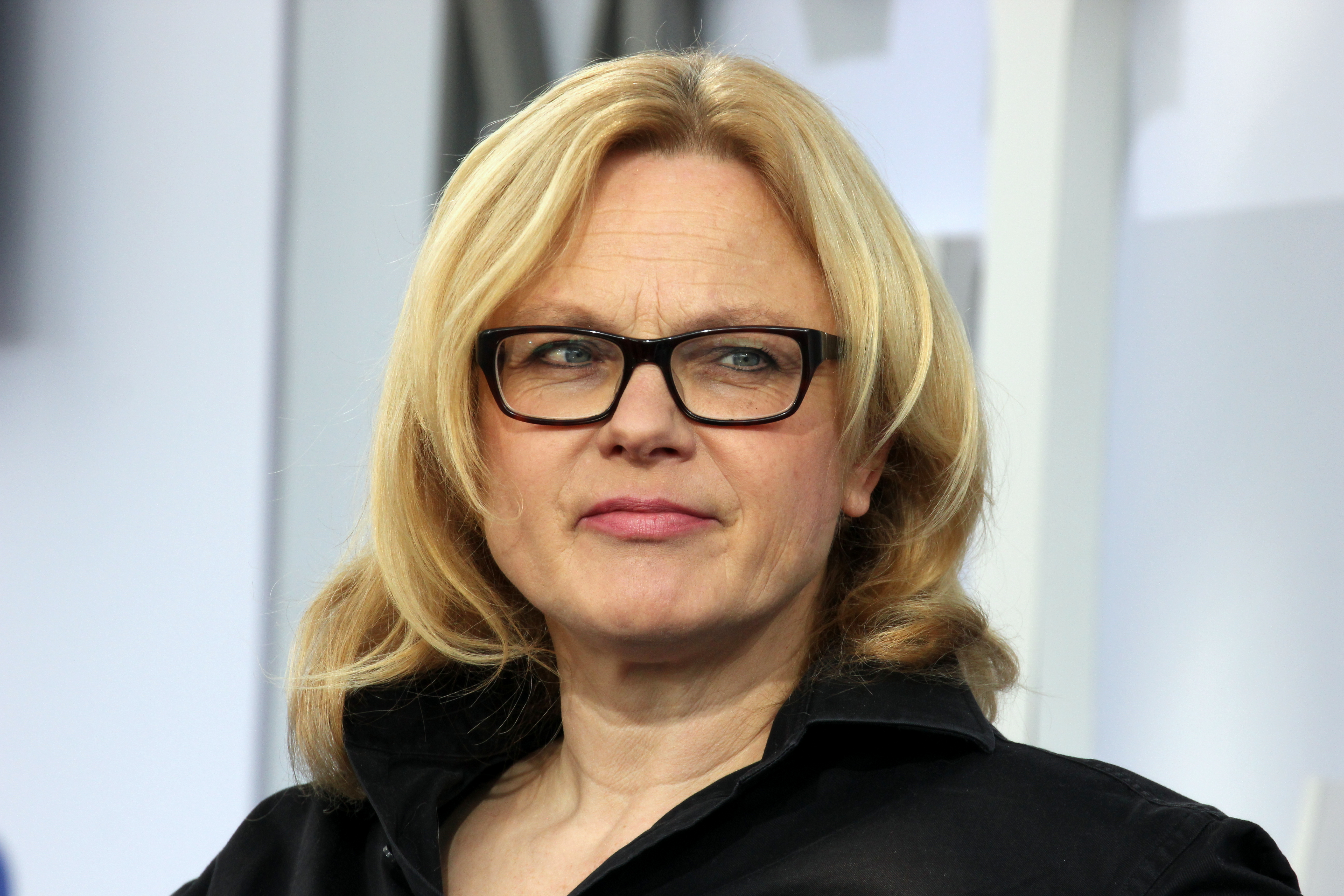
Karen Duve bei der Vorstellung des Romans „Macht“, Blaues Sofa, Leipziger Buchmesse, 2016

Macht ist ein Roman der Schriftstellerin Karen Duve, der im Februar 2016 im Verlag Galiani Berlin erschien.

## Inhalt
Schauplatz der Handlung ist die fiktive Gemeinde Wellingstedt in der Nähe von Hamburg im Jahr 2031. Deutschland wird unter dem SPD-Bundeskanzler Olaf Scholz von Feministinnen regiert, die eine strenge ökologische Politik durchgesetzt haben. Das passive Wahlrecht wurde in der „Kontrollierten Demokratie“ auf Kandidaten beschränkt, die ein psychologisches Assessment durchlaufen haben. Das Essen von Fleisch ist verpönt und muss mit CO2-Punkten „bezahlt“ werden. Kritische Jugendliche bezeichnen das Regime als „Ökofaschismus“ (S. 179; alle Zitate nach der Erstausgabe). Hitzewellen und heftige Stürme sind durch den Klimawandel normal geworden; die Schäden sind so schlimm, dass es keine Gebäudeversicherungen mehr gibt. Überall wuchern genmanipulierte „Killer-Raps“-Pflanzen. Die meisten nehmen das Arzneimittel „Ephebo“, um sich damit körperlich – je nach Dosis – um mehrere Jahrzehnte zu verjüngen („chrono-alt“, im Unterschied zu den „bio-alten“ ohne eine solche Verjüngungskur). Es ist unerheblich, dass man dabei ein beträchtliches Krebsrisiko eingeht, denn es herrscht Endzeitstimmung: „Wir können alle tun, was wir wollen, ohne uns vor den Folgen fürchten zu müssen. Das ist das Gute daran, wenn es keine Zukunft gibt“ (S. 92). Nur religiöse Fundamentalisten verzichten auf die Einnahme des Mittels; sie altern auf natürliche Weise und werden deshalb diskriminiert.
Der zynische und machohafte Protagonist und Ich-Erzähler Sebastian Bürger, seit seiner Jugend Ökoaktivist, arbeitet im „Informationszentrum“ der „Demokratiezentrale“, wo Schülern das Staatswesen erklärt wird. Der Ich-Erzähler lebt in einem Haus, das er nach dem Tod der Eltern von seinen Geschwistern übernommen hatte und das er seitdem im Stil der 1960er- und 1970er-Jahre einrichtet. Seine Ehefrau Dr. Christine Semmelrogge, die bis zu ihrem Verschwinden aus der Öffentlichkeit Ministerin für Umwelt, Naturschutz, Kraftwerkstilllegung und Atommüllentsorgung war, hält er entgegen deren Willen zwei Jahre lang angekettet in einem schalldichten Prepper-Raum im Keller seines Hauses gefangen, um auf diese Weise ein sadistisches Machtgefühl gegenüber Frauen auszuleben und um sich dadurch als Mann zu fühlen: „Wie sind Frauen nur jemals auf die Idee gekommen, dass sie in irgendeiner Gesellschaft mitbestimmen dürften?“ (S. 337). Er weist sie an, ihm seine Lieblingsgerichte zu kochen und seine Lieblingsplätzchen zu backen, und er begeht fortlaufend Vergewaltigungen und sonstige sexuelle Nötigungen an ihr und erlebt dies alles in einer narzisstischen Weise als lustvoll. Die gemeinsamen kleinen Kinder ahnen nichts von alledem.
Bei einem Klassentreffen 50 Jahre nach dem Ende der gemeinsamen Schulzeit trifft Sebastian auf seine frühere Jugendliebe Elisabeth „Elli“ Westphal. Sie verlieben sich ineinander, so dass Sebastian sich ermutigt fühlt, mit ihr ein neues Leben zu beginnen. Um seine Frau Christine zu beseitigen, die ihm bei dem Neuanfang im Weg stände, versucht er, sie mit einer Überdosis Schlaftabletten zu töten. Er verabreicht ihr das Gift, wartet, bis sie bewusstlos ist und mauert sie schließlich in der Zwischendecke des Prepper-Raums ein. Als er dabei ist, die Spuren der Straftat zu verwischen, entdeckt Elli zufällig den verborgenen Raum. Sie ahnt, dass es dort nicht mit rechten Dingen zugeht. Sebastian verliert die Nerven, überwältigt sie und hält sie nun anstelle Christines gefangen, wodurch er das gemeinsame Glück zerstört. In Sebastians Abwesenheit öffnet Elli bei einem Ausbruchsversuch die frisch verputzte Stelle in der Decke und birgt die noch lebende, aber infolge der Vergiftung schwer kranke Christine, die ihr erzählt, was ihr angetan wurde.
Angesichts der beiden in seinem Keller gefangenen Frauen, die ihn zu verraten drohen, plant Sebastian die Flucht ins Ausland. Die gemeinsamen Kinder bringt er zur Großmutter Gerda in Pflege. Sein Geständnis hat er in einem Brief niedergelegt, den er an die Polizei absenden möchte, während er sich auf der Flucht in einem Flugzeug nach Paraguay befindet.
Auf dem Weg zum Flughafen gerät er aber in Hamburg in eine Demonstration von militanten und rechtsextremistischen Männerrechtlern der „Maskulo-Bewegung“, in deren Schatten eine Rockerbande unter der Führung des früheren Mitschülers Ingo Dresen ihr Unwesen treiben will. Sie wollen afrikanische Flüchtlinge überfallen, bevor sie medienwirksam einige todgeweihte Tiere vor der Schächtung durch die evangelikalen „Johannesjünger der sieben Posaunenplagen“ retten. Sebastian wird in die blutige und apokalyptisch anmutende Schächtungsfeier verwickelt, aus der er schwer verletzt mit Dresens Hilfe entkommt. Ein Bekennerschreiben, das er Dresen kurz vor dem Abflug aushändigt, sendet dieser jedoch nicht, wie vereinbart, an die Polizei, sondern liest es selbst und befreit daraufhin Christine und Elli aus deren Gefängnis.
Noch im Flugzeug erfährt Sebastian von den sich überstürzenden Nachrichten. Der von Ingo Dresen angekündigte Staatsputsch ist ausgeblieben. Der Flug muss unter einem Vorwand in Paris zwischenlanden. Sebastian erwartet, festgenommen zu werden. Sein Scheitern erklärt er sich durch die mangelnde Solidarität unter Männern gegenüber einer von Frauen beherrschten Welt: „Es gibt keine Solidarität unter Schwachen. Was ist schon eine Männerfreundschaft gegen ein Lob aus dem Mund der wirklich Mächtigen, der Frauen?“ (S. 410). Sebastians innerer Monolog endet mit der Frage (S. 414):
„Wo ist nur Elli? Ich brauche sie jetzt so sehr.

Wo ist Elli?“

## Rezeption
„Macht“ ist die belletristische Verarbeitung von Themen, die Karen Duve zuvor schon in dem Sachbuch „Anständig essen“ (2011) und in dem Essay „Warum die Sache schiefgeht. Wie Egoisten, Hohlköpfe und Psychopathen uns um die Zukunft bringen“ (2014) behandelt hatte.
Duve erklärte in einem Interview mit Marten Rolff, sie habe im Wesentlichen drei Ideen zusammenführen wollen: „Eine Geschichte, die in der nahen Zukunft spielt. Dazu den Gedanken, dass früher alles besser war … Und drittens den Fall des Österreichers Josef Fritzl, der seine Tochter und später auch deren Kinder über Jahrzehnte gefangen hielt … Der Protagonist sagt: Mein Leben lang habe ich Gutes getan, mich eingesetzt und wofür? In fünf Jahren geht die Welt unter, und nun soll ich mich dem Egotrip meiner Ex-Frau unterordnen? Sollen andere Idioten verzichten, ich will noch mal leben. Warum jetzt noch jemandem den Vortritt lassen, der eigentlich schwächer ist als ich?“
Der Roman wurde von der Literaturkritik überwiegend abgelehnt.
Julia Encke nannte das Buch einen „sadistischen Softporno ohne Überraschung“, der ohne Konsequenzen bleibe. Marlen Hobrack schämt sich zuzugeben, dass einige Szenen „sehr komisch, weil brillant geschrieben“ seien, sie räumt aber auch ein, dass man die „böse Bissigkeit“ mögen müsse, um dem Buch etwas abgewinnen zu können. Katharina Granzin findet Sebastian „widerwärtig, aber auch komisch und zugleich merkwürdig glaubhaft“. Für Sigrid Löffler ist Sebastian Bürger ein „klammheimlicher Wutbürger“ und „dumpfe[n] Psychopath“; die Geschichte habe im Übrigen keinen Tiefgang.
Die als Öko-Dystopie angelegte Satire erinnert Ijoma Mangold an Michel Houellebecqs „Unterwerfung“, er moniert aber den „völlige[n] Mangel (anders als bei Houellebecq) an Zweideutigkeit“ und hält „Macht“ für einen „misslungene[n] Roman“, weil Sebastian Bürger als psychiatrischer Fall keine wirkliche Alternative zum Staatsfeminismus verkörpern könne. Deshalb gebe es in der Erzählung auch keine Entwicklung, die Rollenverteilung bleibe von der ersten bis zur letzten Seite gleich. Die flachen Charaktere böten wenig Anlass zur Identifizierung. Der furiose Schluss der Geschichte habe immerhin „Actionkino-Qualitäten“. Volker Weidermann las das Buch als „einen politischen Roman ohne Hoffnung“.
Karin Herrmann weist auf die Vorlage des Blaubarts hin und auf Parallelen zu Duves „Regenroman“, in dem ebenfalls das Verhältnis der Geschlechter als ein Nullsummenspiel dargestellt werde. Es gebe keine Gleichheit zwischen Männern und Frauen, nur Sieger und Besiegte, und der „Begriff der Macht fällt zusammen mit dem des Machtmissbrauchs“. Während Sebastian Bürger sein eigenes Haus regressiv im Stil seiner Kindheit einrichte, verbanne er digitale Medien zunehmend aus seinem Leben. Am Ende scheitere er nicht mit seinen Plänen, er habe „lediglich Pech“.
Die meisten Kritiker übersehen, dass die Schilderungen der politischen Extremisten in dem Roman Originaldokumenten und Zeugnissen folgen. Gunda Bartels vergleicht die männerbewegten Aussagen mit Parolen des umstrittenen AfD-Politikers Björn Höcke, „der die Mitglieder auf Parteiversammlungen gerne auffordert, ‚unsere Männlichkeit wieder zu entdecken‘, um endlich wieder ‚wehrhaft zu werden‘.“ Katharina Granzin weist darauf hin, dass auch das „Manifest“ des Massenmörders Anders Breivik für den Roman „mit direkten Zitaten“ verwertet worden sei, was dem „Porträt eines gewalttätigen Psychopathen eine gruselige Authentizität“ verleihe. Insgesamt kommt sie zu dem Schluss, es handele sich bei dem Roman um „eine ziemlich bunte Horrorshow von beträchtlichem Unterhaltungswert“.

## Ausgaben
- Karen Duve: Macht. Galiani Berlin. Berlin 2016, ISBN 978-3-86971-008-2
- Karen Duve: Macht. Goldmann, München 2018, ISBN 978-3-442-47266-6 (Taschenbuchausgabe).
- Charly Hübner liest Macht von Karen Duve. Roof Music, Bochum 2016, ISBN 978-3-86484-333-4 (Hörbuch).
- englische Ausgabe: The Prepper room. Übersetzt von Mike Mitchell. Dedalus, Sawtry (Cambridgeshire), 2018, ISBN 978-1-910213-72-8